# Підпилип'я (Чортківський район)
Підпили́п'я — село в Україні, у Скала-Подільській селищній громаді Чортківського району Тернопільської області. Розташоване на річці Збруч, на сході району. Населення — 94 особи (2007).

## Географія
Село розташоване на відстані 360 км від Києва, 98 км — від обласного центру міста Тернополя та 14 км від  міста Борщів.

## Історія
У люстрації 1469 року вказано, що королівські маєтності Підпилип'я і Коваличе були в управлінні Підпилипського.
Перша писемна згадка — 1493. Назва, ймовірно, походить від імені Пилип.
У 1772 році під час трьох поділів Речі Посполитої, село Підпилип'я розділене між Австро-Угорщиної та Російською імперією. У наш час це село з однойменною назвою Підпилип'я розташовується на іншому березі річки Збруч в Кам'янець-Подільському районі.
Діяли «Просвіта», «Луг» та інші товариства, кооперативи.
У 1940-1941, 1944-1959 роках село належало до Скала-Подільського району Тернопільської області. З ліквідацією району 1959 року увійшло до складу Борщівського району.
По закінченню Другої світової війни у 1946—1947 роках мешканці села пережили голод.
З 24 серпня 1991 року село входить до складу незалежної України.
До 2015 року підпорядковувалося Турильченській сільраді. Від вересня 2015 року ввійшло у склад Скала-Подільської селищної громади.
12 червня 2020 року, відповідно до розпорядження Кабінету Міністрів України № 724-р «Про визначення адміністративних центрів та затвердження територій територіальних громад Тернопільської області» увійшло до складу Скала-Подільської селищної громади.
19 липня 2020 року, в результаті адміністративно-територіальної реформи та ліквідації Борщівського району, село увійшло до складу новоутвореного Чортківського району.

## Релігія
- церква преподобного Антонія Печерського (1927, мурована, ПЦУ).

## Соціальна сфера
Діє ФАП.

## Населення

### Мова
Розподіл населення за рідною мовою за даними перепису 2001 року:
| Мова       | Кількість | Відсоток |
| ---------- | --------- | -------- |
| українська | 130       | 100%     |

## Відомі люди

### Народилися
- Онуфрій Івах — поет, журналіст на еміграції в Канаді.
- Адам Щепановський — господарник, Герой Соціалістичної Праці, депутат ВР СРСР.

## Охорона природи
Село межує з національним природним парком «Подільські Товтри».

## Світлини

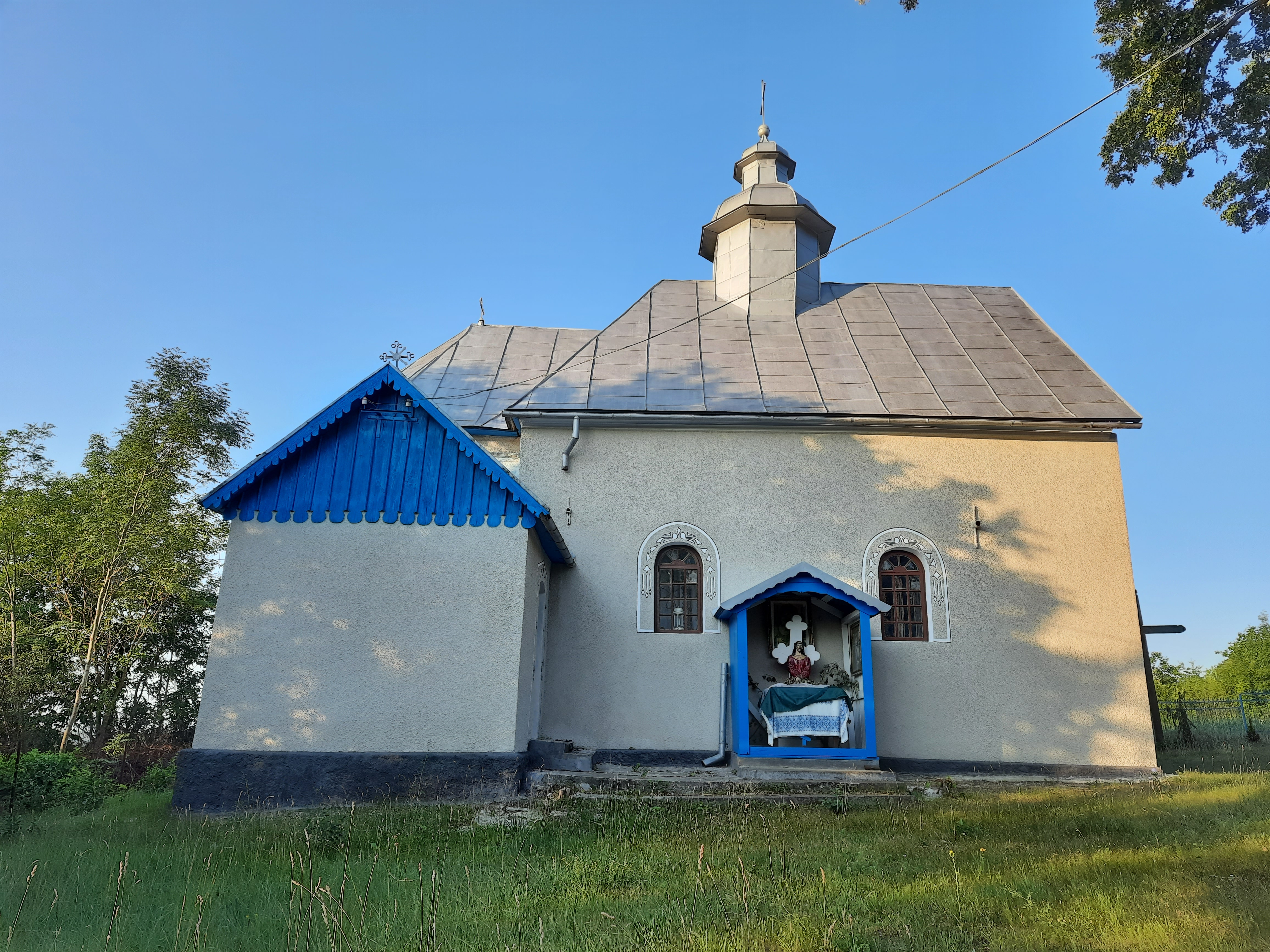
Церква Святого Антонія 1895р
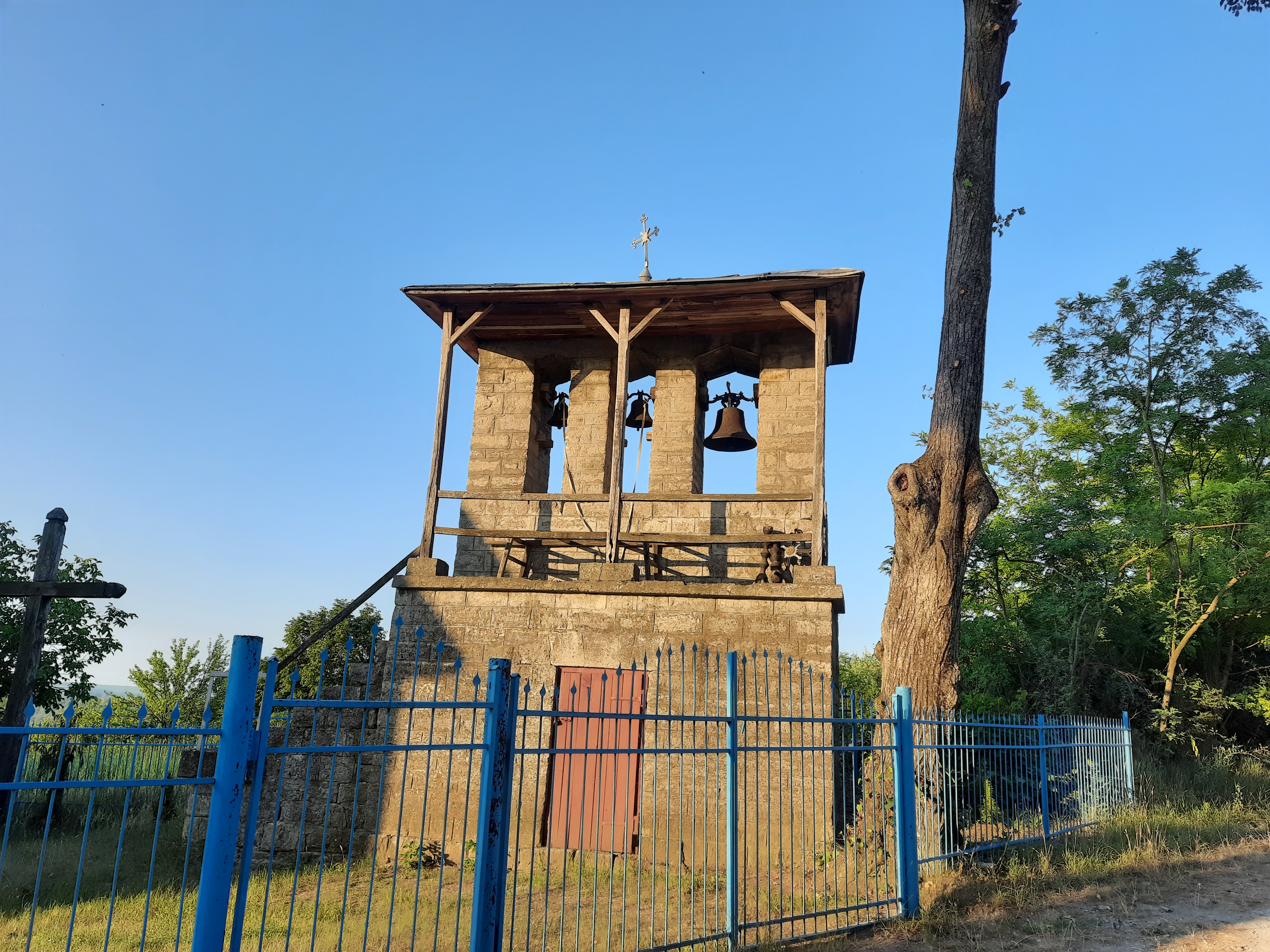
Дзвіниця Церкви Свято Антонія
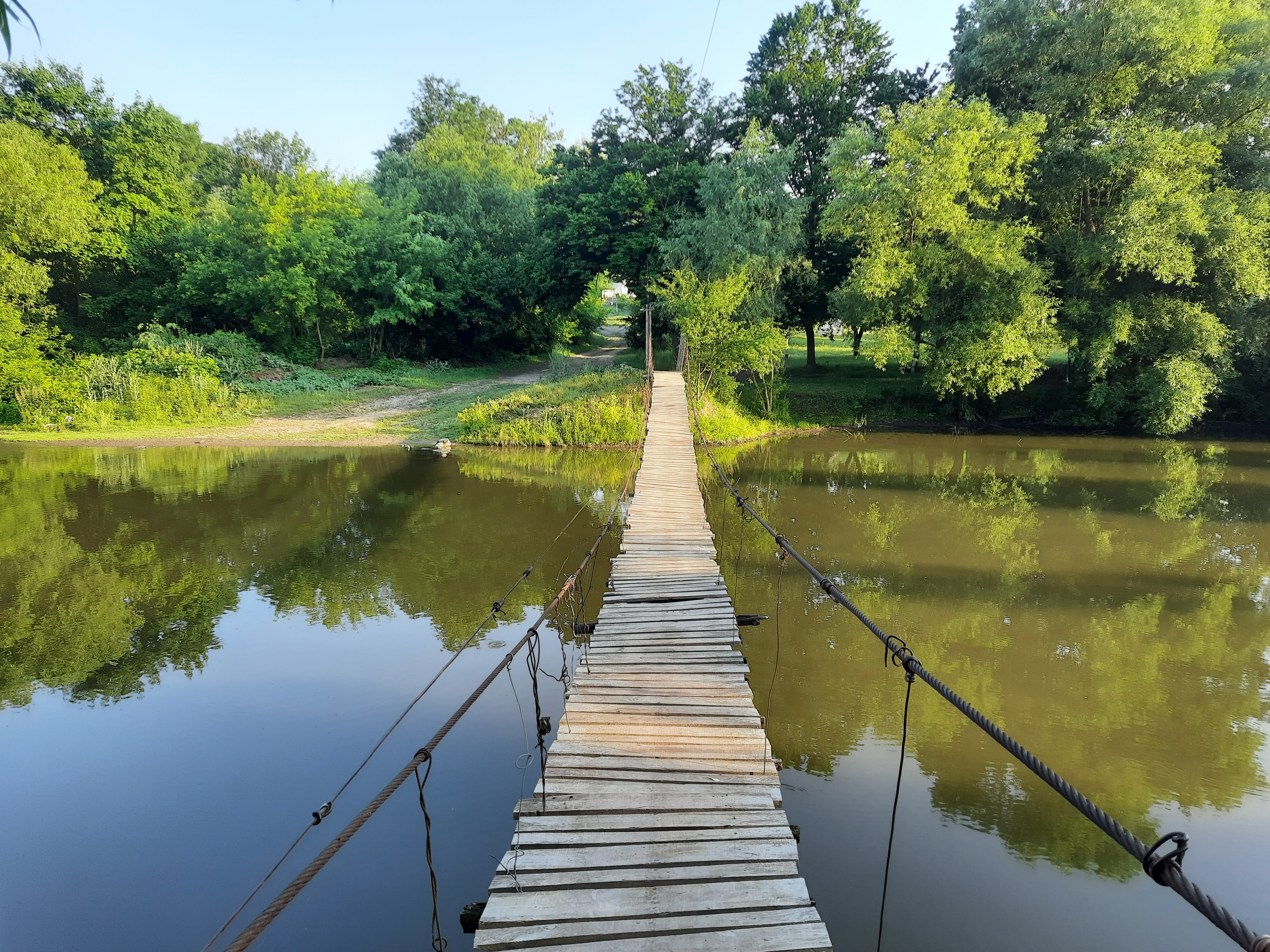
Кладка через Збруч біля села
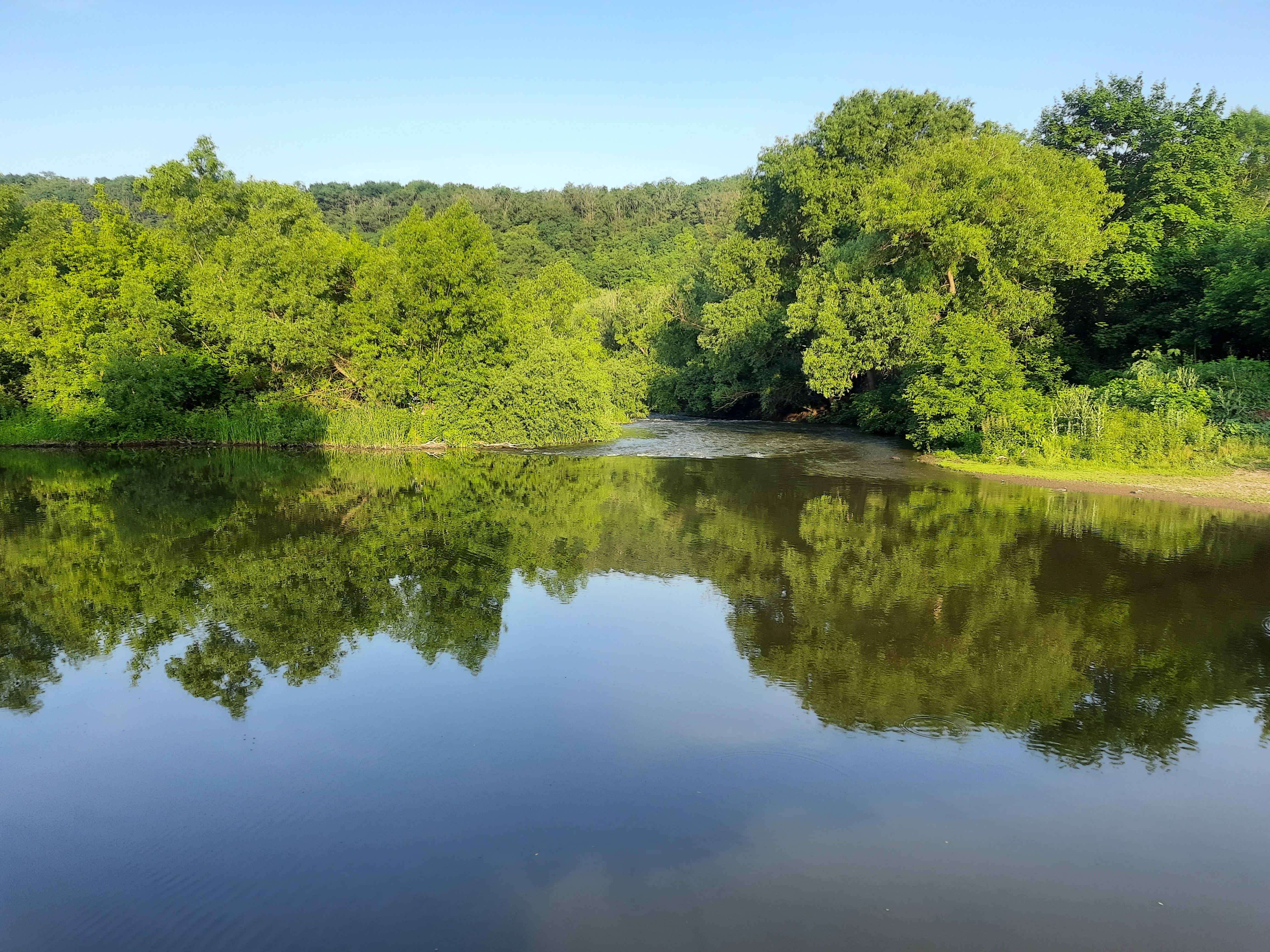
Річка Збруч біля села